# Slaterocoris pilosus
Slaterocoris pilosus är en insektsart som beskrevs av Kelton 1968. Slaterocoris pilosus ingår i släktet Slaterocoris och familjen ängsskinnbaggar. Inga underarter finns listade i Catalogue of Life.